# Beijing International Challenger 2013
Beijing International Challenger 2013 — 4-й розыгрыш ежегодного профессионального международного теннисного турнир, проводимый ITF в рамках своего женского тура и ATP в рамках своего тура Challenger в столице Китая — Пекине.
Соревнования прошли с 8 по 14 июля.
Прошлогодние победители:
- мужской одиночный разряд —  Грега Жемля
- женский одиночный разряд —  Ван Цян
- мужской парный разряд —  Санчай Ративатана /  Сончат Ративатана
- женский парный разряд —  Лю Ваньтин /  Сунь Шэннань

## Соревнования

### Одиночные турниры

#### Мужчины
Лу Яньсюнь обыграл  Го Соэду со счётом 6-2, 6-4.
- Лу выигрывает 1-й титул в сезоне и 19-й за карьеру на соревнованиях серии.
- Соэда уступает 1-й финал в сезоне и 6-й за карьеру на соревнованиях серии.

#### Женщины
Чжан Шуай обыграла  Чжоу Имяо со счётом 6-2, 6-1.
- Чжан выигрывает 1-й титул в сезоне и 15-й за карьеру на соревнованиях тура ассоциации.
- Чжоу уступает 1-й финал в сезоне и 3-й за карьеру на соревнованиях тура ассоциации.

### Парные турниры

#### Мужчины
Тосихидэ Мацуй /  Данай Удомчоке обыграли  Гун Маосиня /  Чжана Цзэ со счётом 4-6, 7-66, [10-8].
- Мацуй выигрывает 2-й титул в сезоне и 4-й за карьеру на соревнованиях серии.
- Удомчоке выигрывает 1-й титул в сезоне и 4-й за карьеру на соревнованиях серии.

#### Женщины
Лю Чан /  Чжоу Имяо обыграли  Мисаки Дои /  Мики Миямуру со счётом 7-61, 6-4.
- Лю выигрывает 2-й титул на соревнованиях тура ассоциации.
- Чжоу выигрывает 2-й титул в сезоне и 8-й за карьеру на соревнованиях тура ассоциации.